# Tobias Kunz (Kunsthistoriker)
Tobias Kunz (* 1972) ist ein deutscher Kunsthistoriker.

## Leben
Er studierte Kunstgeschichte in Berlin und Köln. 1997 bis 2000 war Kunz wissenschaftlicher Mitarbeiter an der Universität Greifswald in einem DFG-Projekt zur Baugeschichte des Klosters Eldena. 2002 erfolgte die Promotion an der Technischen Universität Berlin. Nach einem zweijährigen Volontariat bei den Staatlichen Museen zu Berlin vertrat Kunz von 2006 bis 2009 Assistenzen an den Universitäten Mainz und Tübingen. Bis 2015 verfasste er, gefördert durch die Getty Foundation und die DFG, Bestandskataloge mittelalterlicher Holzskulptur der Berliner Skulpturensammlung. Einen ebensolchen Bestandskatalog der Gemälde und Skulpturen verfasste er zwischen 2017 und 2021 für das Diözesanmuseum Freising und den Kaiser Friedrich Museumsverein. Seit 2022 ist er Mitarbeiter in der Skulpturensammlung Berlin.
Kunz forscht und publiziert intensiv zu nordalpiner Skulptur und Tafelmalerei des Mittelalters sowie zur neuzeitlichen Wieder- und Weiterverwendung mittelalterlicher Bildwerke.

## Veröffentlichungen (Auswahl)
- Romanische Landkirchen und ihre Ausstattung als Projekte gotländischer Stiftergemeinschaften. In: Bernd Janowski, Dirk Schumann (Hrsg.): Dorfkirchen. Beiträge zu Architektur, Ausstattung und Denkmalpflege (= Kirchen im ländlichen Raum. Band 3). Berlin 2004, S. 412–438.
- Aneignung hagiographischer Bildstrategien zur sepulkralen Selbstdarstellung. Einbeziehung des Betrachters bei figürlichen Grabmälern Nordspaniens um 1200. In: Barbara Borngässer, Henrik Karge, Bruno Klein (Hrsg.): Grabkunst und Sepulkralkultur in Spanien und Portugal (= Ars Iberica et Americana. Band 11). Frankfurt am Main 2006, S. 111–132.
- Skulptur um 1200. Das Kölner Atelier der Viklau-Madonna auf Gotland und der ästhetische Wandel in der Skulptur 1150–1200. Petersberg 2007.
- Zur Kölner Holzskulptur der zweiten Hälfte des 12. Jahrhunderts. In: Dagmar Täube, Miriam Verena Fleck (Hrsg.): Glanz und Größe des Mittelalters. Meisterwerke aus den großen Sammlungen der Welt. Ausstellungskatalog. München 2011, S. 122–135.
- mit Dirk Schumann (Hrsg.): Werk und Rezeption. Architektur und ihre Ausstattung. Ernst Badstübner zum 80. Geburtstag (= Studien zur Backsteinarchitektur. Band 10). Lukas-Verlag, Berlin 2011.
- Bildwerke nördlich der Alpen 1050–1380. Kritischer Bestandskatalog der Berliner Skulpturensammlung. Petersberg 2014.
- mit Michael Grandmontagne (Hrsg.): Skulptur um 1300 zwischen Paris und Köln. Petersberg 2016.
- Bildwerke nördlich der Alpen und im Alpenraum 1380–1440. Kritischer Bestandskatalog der Berliner Skulpturensammlung. Petersberg 2019.
- Repräsentative Passionsfrömmigkeit um 1500. Das Hochaltarretabel der Münchener Franziskanerkirche von Jan Polack und das Werk des Korbacher Franziskaners. In: Esther Meier, Wilhelm Völcker-Janssen (Hrsg.): 1518–2018. 500 Jahre Franziskanermaler (= Beiträge aus Archiv und Museum der Kreis- und Hansestadt Korbach und Archiv der Alten Landesschule. Band 5). Korbach 2019, S. 89–110.
- Saint-Denis und die Sichtbarkeit von Heiligengrab und Familienmemoria im 13. Jahrhundert. In: Wolfgang Augustyn, Ulrich Söding (Hrsg.): Bildnis, Memoria, Repräsentation. Passau 2021, S. 147–169.
- mit Ronja Emmerich: Gotik. Mittelalterliche Bildwerke aus dem Diözesanmuseum Freising. 2 Bände. München 2022.
- Die Schätze. 125 Jahre Kaiser Friedrich Museumsvereins. Katalog der Skulpturen und Gemälde. Petersberg 2022.